# Aligátorovití
Aligátorovití (Alligatoridae) je čeleď krokodýlů čítající celkem 8 žijících druhů žijících na americkém kontinentu a v Číně. Zahrnuje aligátory a kajmany (Caimaninae). Jejich metabolismus je pomalejší než u krokodýlovitých, z tohoto důvodu se jejich vývoj zpomaluje a mohou se dožít i dvakrát vyššího věku – až kolem sta let.

## Popis
Zatímco aligátor čínský (Alligator sinensis) měří maximálně 2,2 m, aligátor severoamerický (Alligator mississippiensis) může měřit na délku téměř 6 m. Pro některé druhy na rozdíl od krokodýlů platí, že zuby jejich dolní čelisti zapadají do čelisti horní a nepřesahují přes ni.
Výzkum z roku 2020 prokázal, že mladí aligátoři mají schopnost kompletní regenerace (dorůstání) části svého ocasu. Jedná se o první případ zaznamenané regenerace v tomto rozsahu u archosaurních plazů.

## Evoluce
Vzdáleně příbuzným rodem dnešních aligátorů a kajmanů byl například obří pozdně křídový Deinosuchus, obývající Severní Ameriku v době před 82 až 73 miliony let. Praví kajmanovití zřejmě vznikli na konci křídy na území Severní nebo Střední Ameriky, jejich fosilie jsou známy například z paleocenních vrstev severní Argentiny. Další fosilie známe z období eocénu, rovněž z Argentiny. Fosilie z období paleogénu ukazují, že tato skupina byla již v této době značně rozrůzněná a rozšířená.
Mezi největší zástupce této čeledi patřil obří miocenní druh Purussaurus brasiliensis ze severních částí Jižní Ameriky. Žil v době před 20 až 5 miliony let a dosahoval délky až kolem 12 metrů a hmotnosti přes 8 tun.